# Frankie Atwater
Frankie Atwater (Estados Unidos, 4 de febrero de 1969) es un atleta estadounidense retirado especializado en la prueba de 4x400 m, en la que consiguió ser campeón mundial en pista cubierta en 1995.

## Carrera deportiva
En el Campeonato Mundial de Atletismo en Pista Cubierta de 1995 ganó la medalla de oro en los relevos de 4x400 metros, llegando a meta en un tiempo de 3:07.37 segundos, por delante de Italia y Japón (bronce).